# چستر کلوت
چستر کلوت (انگلیسی: Chester Clute؛ ‏ ۱۸ فوریهٔ ۱۸۹۱ – ۲ آوریل ۱۹۵۶) بازیگر اهل ایالات متحده آمریکا بود.
از فیلم‌هایی که وی در آن‌ها نقش داشته‌است، می‌توان به دندان‌پزشک، گریک بزرگ، نمی‌توانی این را با خودت ببری، شهر داج، مادر مجرد، همسر دلخواه من، او همه جواب‌ها را می‌دانست، کارکنان، جلوی سحر را بگیرید، آبشار نیاگارا، نگاه کن چه کسی می‌خندد، سراسر شب، احمق آمریکایی خوش‌تیپ، داستان‌های منهتن، هرچه بیشتر، خوشحال‌تر، ازجان‌گذشتگان، پرنسس اوروک، جانی دیگه اینجا زندگی نمی‌کنه، آرسنیک و تور کهنه، هیچ‌چیز بجز دردسر، موزیک عاشقانه، ساعت، لنگرها را بکشید، همسر، جاسوس محبوب من، میلدرد پیرس، ابوت و کاستلو در هالیوود، خط ساراتوگا، هر کس سوی خودش، شب و روز، رؤیای من مال توست و جو یانگ قدرتمند اشاره نمود.